# Oscar Hammerstein II
Oscar Greeley Clendenning Hammerstein (New York, 12 luglio 1895 – Doylestown, 23 agosto 1960) è stato uno scrittore, paroliere e librettista statunitense anche noto come Oscar Hammerstein II, drammaturgo, impresario, produttore e regista teatrale di musical per almeno quarant'anni in collaborazione con molti dei maggiori compositori di tale genere dell'epoca.
Vinse in carriera otto Tony Awards, due Oscar alla migliore canzone, un Pulitzer e un Grammy. Scrisse i testi di circa 850 canzoni, di cui una trentina divennero molto famose. Hammerstein scrisse sempre i testi e i libretti nel corso delle sue innumerevoli collaborazioni con compositori come Jerome Kern, Vincent Youmans, Rudolf Friml e Sigmund Romberg, ma la sua collaborazione più importante fu quella con Richard Rodgers. Insieme hanno formato il duo Rodgers e Hammerstein.

## Biografia
Nacque da William Hammerstein e Alice Nimmo. Suo nonno, Oscar Hammerstein I, era un impresario teatrale ebreo di origine tedesca mentre sua madre era protestante di origine britannica.
Nonostante il padre di Hammerstein dirigesse il Victoria Theatre e fosse un produttore innovativo di vaudeville, era contrario a che il figlio intraprendesse questa attività. Hammerstein studiò alla Columbia University dal 1912 al 1916 e poi alla Columbia Law School fino al 1917. In ogni caso, non si occupò di teatro fino alla morte del padre, avvenuta il 10 giugno 1914. La sua prima collaborazione fu nel Varsity Show intitolato On Your Way. Nel corso di tutta la sua carriera universitaria, Hammerstein scrisse in diversi Varsity Show.

### Carriera iniziale
Dopo aver abbandonato gli studi giuridici per seguire il teatro, Hammerstein iniziò la sua prima collaborazione professionistica, con Herbert Stothart, Otto Harbach e Frank Mandel. Iniziò come tirocinante e accumulò venti anni di collaborazioni con Harbach. Fuori da questo sodalizio, scrisse il suo primo musical, Always You, per il quale scrisse il libretto e i testi delle canzoni. L'opera venne data in prima esecuzione a Broadway nel 1921.
Nel corso dei successivi quarant'anni di attività, lavorò con molti compositori fra i quali Jerome Kern, con il quale instaurò una proficua e duratura collaborazione. Nel 1927, Kern e Hammerstein realizzarono il loro maggiore successo, Show Boat, spesso riproposto e considerato uno dei maggiori capolavori del teatro musicale statunitense. "Oggi andiamo completamente verso un nuovo genere – il "musical" è diverso dalla commedia musicale. Ora... il "musical" è il centro, e ogni altra cosa è susseguente a esso. Oggi... andiamo verso la completa integrazione delle canzoni, umorismo e numeri di danza, in una singola e inestricabile entità artistica."
Fra gli altri musical di Kern-Hammerstein si ricordano Sweet Adeline, Music In the Air, Three Sisters, e Very Warm for May. Hammerstein collaborò anche con Vincent Youmans (Wildflower), Rudolf Friml (Rose Marie), e Sigmund Romberg (The Desert Song e The New Moon).

### Rodgers e Hammerstein
La più importante collaborazione di Hammerstein iniziò dal suo incontro con Richard Rodgers per scrivere l'adattamento di Green Grow the Lilacs. Il precedente collaboratore di Rodgers, Lorenz Hart, aveva iniziato a lavorare con Rodgers su questo progetto, ma il suo alcolismo lo mise fuori controllo, ed egli non riuscì più a lavorare.
Peraltro Hart non era molto convinto sulla bontà del soggetto e i due decisero d'interrompere la loro collaborazione. L'adattamento divenne la prima collaborazione di Rodgers e Hammerstein e portò alla scrittura di Oklahoma!, che venne recitata a Broadway nel 1943. Essa seguì la rivoluzione iniziata con Show Boat, mediante la totale integrazione di tutte le componenti del teatro musicale nell'intera struttura della trama.
William A. Everett e Paul R. Laird scrissero che questo show, al pari di Show Boat, era una pietra miliare, tanto che i successivi storici del teatro valutarono i cambiamenti avvenuti nel musical nel corso del XX secolo relazionandoli con Oklahoma.
Dopo Oklahoma!, Rodgers e Hammerstein furono i più importanti esponenti della forma di teatro musical, producendo capolavori come Carousel, The King and I, Annie Get Your Gun e South Pacific. Gli esempi da loro inseriti nei musical, spesso ricchi di spunti sociali, furono da stimolo per gli altri autori per creare lavori dello stesso livello".
La collaborazione proseguì con Carousel, Allegro, South Pacific, The King and I, Me & Juliet, Pipe Dream, Flower Drum Song, e The Sound of Music come per i film musicali Festa d'amore (e l'adattamento per il teatro con lo stesso titolo) e il lavoro televisivo Cinderella, tutti eseguiti nella rivista A Grand Night for Singing. Hammerstein scrisse anche il libretto e i testi delle canzoni per Carmen Jones, un adattamento dell'opera di Georges Bizet, Carmen, con un cast di attori di colore.
Hammerstein morì per un tumore allo stomaco, nella sua casa di Doylestown all'età di 65 anni, appena dopo la prima di The Sound of Music a Broadway, ponendo così fine a una delle più produttive collaborazioni nella storia del teatro musicale statunitense. L'ultima canzone da lui scritta fu Edelweiss, che venne aggiunta durante le prove, verso la fine del secondo atto. Oggi molti credono che essa sia una canzone folkloristica austriaca. Dopo la sua morte, The Sound of Music divenne un film, che vinse l'Oscar per il miglior film e divenne forse la sua più nota eredità.
Le luci di Times Square vennero spente per un minuto e a Londra nel West End le luci furono abbassate in senso di riconoscenza verso i suoi contributi alla storia del musical. Una targa commemorativa venne posta nella Cattedrale di Southwark, in Inghilterra, il 24 maggio 1961. Gli sopravvissero la sua seconda moglie Dorothy (Blanchard) Jacobson e i suoi tre figli, William Hammerstein e Alice Hammerstein Mathias avuti dalla prima moglie Myra Finn, e James Hammerstein, avuto dalla Blanchard.

## Filmografia parziale
- Musica nell'aria (Music in the Air), regia di Joe May - lavoro teatrale (1934)
- Swing High, Swing Low, regia di Mitchell Leisen (1937)
- Il canto del deserto (The Desert Song), regia di Robert Florey (1943)
- Ritmi di Broadway (Broadway Rhythm), regia di Roy Del Ruth - lavoro teatrale (1944)

## Riconoscimenti
Premio Oscar
- 1939 – Candidatura alla migliore canzone per The Lady Objects (A Mist Over The Moon)
- 1942 – Migliore canzone per Lady Be Good (The Last Time I Saw Paris)
- 1946 – Migliore canzone per Festa d'amore (It Might As Well Be Spring)
- 1947 – Candidatura alla migliore canzone per Bellezze rivali (All Through The Day)
- 1952 – Candidatura alla migliore canzone per La donna del gangster (A Kiss To Build A Dream On)